# Mitridat I. Kalinik
Mitridat I. Kalinik (grčki: Μιθριδάτης Кαλλίνικος, ? - 70. pr. Kr.) bio je kralj Komagene. Bio je sin kralja Sama II. Otac ga je, nastojeći osigurati trajni mir sa Seleukidskim Carstvom, dao vjenčati za sirijsku princezu Laodiku VII. Teu. S njom je imao sina Antioha. Iako je kao potomak Orontida bio Armenac zbog supruge je zdušno prihvatio grčku kulturu. Nakon smrti 70. pr. Kr. naslijedio ga je sin Antioh.